# Francisco Ferrer
Pour les articles homonymes, voir Ferrer et Guardia.
 (août 2018).
Francisco Ferrer, né en janvier 1859 à Alella et mort le 13 octobre 1909 à Barcelone, en espagnol Francisco Ferrer Guardia, en catalan Francesc Ferrer i Guàrdia, est un libre-penseur, franc-maçon et pédagogue libertaire espagnol.
En 1901, il fonde l'École moderne, un projet éducatif rationaliste qui promeut la mixité, l’égalité sociale, la transmission d’un enseignement rationnel, l’autonomie et l’entraide. Elle fut la première d'un réseau qui en comptait plus d'une centaine en Espagne en 1907. Elle inspira les modern schools américaines et les nouveaux courants pédagogiques.
En 1909, à la suite des événements de la semaine tragique à Barcelone, il est accusé (notamment par le clergé catholique) d'en être l'un des instigateurs. Condamné à mort le 9 octobre à la prison Model par un tribunal militaire à l'issue d'une parodie de procès, il est fusillé le 13 octobre à Montjuïc. Son exécution provoque un important mouvement international de protestation.
Son procès est révisé en 1911, et la condamnation reconnue « erronée » en 1912.

## Biographie

### Républicain progressiste et franc-maçon
Né à Alella, une petite ville près de Barcelone, le 10, ou le 14 janvier 1859 selon les sources, le treizième des quatorze enfants de propriétaires d'une vigne. Ses parents étaient catholiques et conservateurs.
En 1873, à 14 ans, il est envoyé à San Marti de Provençals, près de Barcelone chez un marchant de tissus pour y travailler ,.
Il a pour patron Pablo Ossorio, un anticlérical militant, qui exerce sur lui une influence forte et qui l’introduit dans les milieux républicains, anticléricaux et libres penseurs. Francisco Ferrer adhère rapidement à ces mouvements et rejoint la franc-maçonnerie, à ce moment lieu traditionnel de la pensée libérale et de la conspiration politique en Espagne.
Vers 1878, il prend un nouvel emploi, aux chemins de fer, sous la casquette de contrôleur, sur la ligne Barcelone-Cerbère, ce dont il profite pour être un agent de liaison entre les partisans de Ruiz Zorrilla du Parti Républicain Progressiste dont Francisco est membre.
Francisco lit beaucoup. Autodidacte, il étudie Francisco Pi i Margall et les doctrines des internationalistes. Il s'intéresse à la politique et commence à fréquenter les cours du soir dispensés par les organisations républicaines et les sociétés de résistance ouvrières.
Ce désir de s’instruire et de se forger une solide culture politique et sociale l’amène à fréquenter les milieux libertaires barcelonais. C’est dans ce cadre qu’il rencontre et se lie d’amitié avec Anselmo Lorenzo qui, le prenant sous son aile, lui fait découvrir les grands théoriciens anarchistes classiques tels que Proudhon, Bakounine et Kropotkine. Bien qu’intéressé par ces idées, Francisco Ferrer n’en demeure pas moins encore attaché aux idées républicaines[réf. souhaitée].
En 1883 ou 1884, il est initié franc-maçon dans la loge maçonnique Verdad (Vérité) de Barcelone,.
En 1884, il prend part à la tentative Catalane d'insurrection républicaine du général républicain Villacampa, qui échoue. Obligé de s'exiler, il se réfugie à Paris jusqu'en 1901. Pour gagner sa vie, il est représentant en vins, puis restaurateur et donne des leçons particulières d'espagnol. Cependant, certains éléments, dont le fait qu'il soit partie 1 an après la tentative d'insurrection tendent à montrer qu'il fuyait plus son mariage avec Teresa Sanmarti Guiu que la police.

### Exil en France
En juin 1890, il s'affilie à la Loge Les Vrais Experts du Grand Orient de France à Paris et milite activement au sein de la Libre-pensée.
Il se lie d'amitié avec Charles Malato, Jean Grave et Sébastien Faure. L'ère des attentats anarchistes va bouleverser son existence. « C'était un homme doux, tranquille et simple », écrit Jean Grave[réf. souhaitée].
Après l'expérience malheureuse qui l'avait contraint à quitter son pays natal, Francisco Ferrer revient sur ses illusions d'insurrection. Il réprouve la violence aveugle et ne peut admettre la propagande par le fait. Il réfléchit au problème de la fin et des moyens. Pacifique et tolérant, il est partisan d'une évolution progressive de la société par le développement de l'éducation. Il postule que l’émancipation de l'individu par l'instruction aboutirait naturellement à la transformation de la société[réf. souhaitée].
Son épouse, Teresa Sanmartí, avec laquelle il a eu sept enfants dont seul trois ont atteint l'âge adulte (Paz, Sol et Trinidad), ne partage pas ses opinions. Elle lui reproche de continuer à fréquenter des militants révolutionnaires en cette période agitée. Sans affinités, très éprouvé par la mort rapprochée de deux enfants, le couple décide de se séparer en décembre 1893. C'est à ce moment que Trinidad demande à son père de rejoindre sa sœur Paz chez le frère de Francisco, José qui avait immigré en Australie. Madame Ferrer supporte mal ces éléments. Elle tente d'abord sans succès de faire arrêter Francisco en tant qu'anarchiste reconnu, puis tire trois coups de revolver sur son mari qui est légèrement blessé à la tête et hospitalisé. La presse s'empare de l'affaire mais elle passe au second plan quelques jours plus tard, après l'assassinat du président Carnot[réf. souhaitée].
En 1899, six ans après sa rupture avec Teresa, Francesco Ferrer épouse la Française Léopoldine Bonnard, dont il a un fils, Riego Ferrer,. C'est, selon Sol Ferrer, Léopoldine Bonnard qui a eu l'idée d'ouvrir une école en Espagne.

### Escuela moderna - École moderne

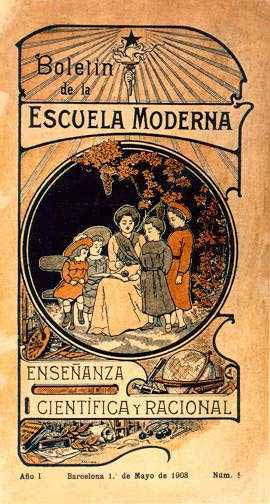
Le bulletin de l'École Moderne, décembre 1905.

En 1895, Francisco Ferrer donne régulièrement des cours d'espagnol dans plusieurs établissements publics, notamment au Lycée Condorcet[réf. souhaitée]. Il publie aussi un manuel, L'Espagnol pratique, à la Librairie Garnier dans lequel il insère des textes de propagande républicaine, féministe, anticléricale ou anarchiste. S'intéressant de plus en plus aux questions pédagogiques, il fait la connaissance de Paul Robin et est enthousiasmé par sa conception de l'éducation intégrale[réf. souhaitée].
En 1901, Ernestine Meunier, une de ses ancienne élève édite son testament pour lui laisser un appartement au 11 rue des Petites-Ecuries à Paris. Trois mois plus tard, elle meurt. Francisco Ferrer a alors les fonds nécessaires pour fonder une école au calle Bailen 56 (aujourd'hui le 70) à Barcelone.
Il loue et aménage un ancien couvent[réf. souhaitée], à Barcelone. L'Escuela moderna, ouvre ses portes le 8 octobre 1901. Elle accueille 30 élèves : 12 filles et 18 garçons. Il y en eut 70 au mois de décembre, 86 le mois suivant. Cette progression inattendue des effectifs pose quelques problèmes mais assure la réussite de l'entreprise[réf. souhaitée].
En octobre 1901, il fonde le Boletin de la Escueal Moderna où il promeut les théories d'éducation rationalistes. En parallèle, en 1901, il créé la maison d'édition Publicaciones de la Escuela Moderna qui publiera des ouvrages d'anarchistes français ainsi que d'académiciens. En 1904, alors l'école en elle-même comptait 114 étudiants, les livres publiés par la maison d'édition étaient utilisés dans 14 écoles barcelonaises et 34 provinciales, affectant ainsi beaucoup plus d'enfants.
L'École moderne soutenue par 120 cercles et associations gagne du terrain ; de nombreux centres éducatifs rationalistes voient le jour dans tout le pays. Cette entreprise est considérée avec hostilité par le clergé et les milieux monarchistes et conservateurs[réf. souhaitée].
Francisco Ferrer résume ainsi son projet : « Fonder des écoles nouvelles où seront appliqués directement des principes répondant à l'idéal que se font de la société et des hommes ceux qui réprouvent les conventions, les préjugés, les cruautés, les fourberies et les mensonges sur lesquels est basée la société moderne. » Et sa démarche pédagogique : « Notre enseignement n'accepte ni les dogmes ni les usages car ce sont là des formes qui emprisonnent la vitalité mentale (...) Nous ne répandons que des solutions qui ont été démontrées par des faits, des théories ratifiées par la raison, et des vérités confirmées par des preuves certaines. L'objet de notre enseignement est que le cerveau de l'individu doit être l'instrument de sa volonté. Nous voulons que les vérités de la science brillent de leur propre éclat et illuminent chaque intelligence, de sorte que, mises en pratique, elles puissent donner le bonheur à l'humanité, sans exclusion pour personne par privilège odieux. »[réf. souhaitée].
En 1902, Soledad Villafranca et sa soeur Angeles, postulent en tant que professeur. Ferrer tombe amoureux de Soledad, de 21 ans sa cadette, et les embauchent, malgré leur manque de qualifications. En 1905, sa relation avec Léopoldine prend fin, elle part vivre à Amsterdam avec leur fils, Riego.

### Le tournant libertaire et syndicaliste

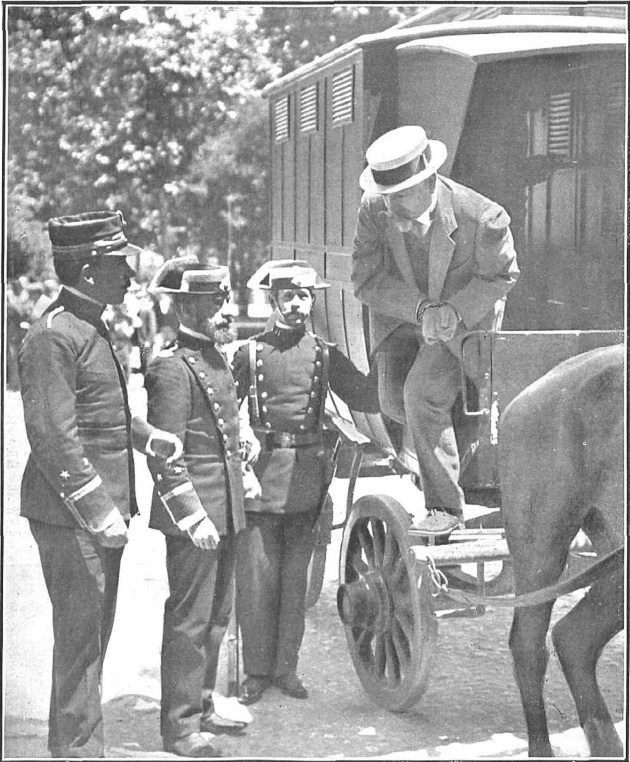
Encadré par la Guardia Civil (juin 1907). Transporté au tribunal pour l'affaire de la tentative d'homicide sur Alphonse XIII, le jour de son mariage, effectuée par son élève Mateo Morral (photographié par Campúa).

Partisan de l'action ouvrière, du syndicalisme révolutionnaire et de la grève générale comme prélude de la révolution sociale, Ferrer subventionne et écrit pour le journal La Huelga General (La Grève Générale) de 1901 à 1903.
Le 31 mai 1906, le jour du mariage du roi Alfonso XIII, une bombe (fabriquée par Salvador Creus)[réf. souhaitée] explose au milieu du cortège, provoquant la mort de 26 ou 28 personnes et en blessant une centaine, dont le roi et sa femme,. L'auteur de l'attentat, Mateo Morral était soit l'administrateur de la maison d'édition Publicaciones de la Escuela Moderna, soit un ancien bibliothécaire de l'école, selon les sources. Son appartenance à l’École moderne suffit aux autorités pour ordonner sa fermeture.
Francisco Ferrer est arrêté et accusé d'être complice de ce crime. En dépit de nombreuses protestations, il est emprisonné plus d'un an. Son procès tourne court, car aucune charge précise n'a pu être retenue contre lui[réf. souhaitée]. Il est finalement acquitté, le 12 juin 1907.
Cependant, son innocence n'est pas si évidente. Le fait qu'il a participé à une rencontre privée avec Morral et d'autres révolutionnaires la nuit précédent son départ pour Madrid et qu'il a envoyé une somme conséquente à l'homme qui aida Morral à s'échapper ainsi que d'autres coïncidences suggèrent qu'il n'était pas tout à fait étranger à l'attentat.
À la suite de sa remise en liberté, Francisco Ferrer tente d'obtenir l'autorisation de rouvrir l'École Moderne de Barcelone. Le gouvernement espagnol refusa avec le motif que les livres d'école ne respectaient pas les bonnes conditions. Il décide alors de retourner à Paris et de donner une dimension internationale à son œuvre pédagogique et séjourne dans plusieurs capitales européennes dont Bruxelles et Londres.
En 1907, il contribue à la création du rassemblement syndical Solidaridad Obrera et à la fondation de son journal éponyme Solidaridad Obrera, (premier numéro le 19 octobre).
Avec Charles-Ange Laisant et soutenu par Sébastien Faure et Charles Malato, il fonde en avril 1908 la Ligue internationale pour l'éducation rationnelle de l'enfance, dont le président honoraire est Anatole France. Elle acquiert rapidement une audience importante dans les milieux progressistes européens et le soutien de personnalités dont Aristide Briand, Pierre Kropotkine et Paul Robin. Sa revue, L'École rénovée, est d'abord mensuelle puis hebdomadaire. Elle paraît d'avril 1908 à juillet 1909 et compte jusqu'à 900 abonnés.
Il fonde également une maison d'édition consacrée essentiellement à la publication d'ouvrages pédagogiques, dont certains écrits en collaboration avec Élisée Reclus.
Pendant l'été 1908, il prend également le temps d'écrire La Escuela Moderna, texte qui ne sera pas publié avant sa mort.
En 1909, il participe à la campagne pour la libération des prisonniers de Alcalá del Valle[réf. souhaitée].

### La semaine tragique
En 1909, au début de la guerre de Mélilla au Maroc, le gouvernement espagnol déclare la mobilisation nationale. À l’époque, seul le versement de 6 000 réaux peut permettre d’échapper à la conscription, une somme extrêmement élevée qu’aucun travailleur n’est en mesure de réunir[réf. souhaitée]. 20 000 ouvriers et paysans sont mobilisés.
Le 26 juillet, à Barcelone, des organisations ouvrières radicales dont Solidarida Obrera qui choisit néanmoins de ne pas le déclarer officiellement par peur de la répression, proclament une grève générale pour protester contre la guerre. En quelques heures, la ville est paralysée. Mais, rapidement, le peuple insurgé déborde les cadres des organisations et, dans la nuit du 27, incendie les églises et les couvents. Face à cette révolution naissante, le gouvernement proclame la loi martiale et envoie l’armée pour écraser la grève. Mais une partie des militaires et des gardes civils refusent de tirer sur les grévistes et se mutinent, laissant le gouvernement sans moyens immédiats de mettre un terme à la grève et aux barricades[réf. souhaitée].
Trois jours plus tard, le 29 juillet, le gouvernement de Madrid envoie des renforts militaires et, jusqu’au 2 août, réprime dans le sang les grévistes insurgés. Le bilan des troubles fait état d'un total d'environ 110 morts (104 civiles, 4 travailleurs de la croix-rouge, 3 membres du clergé et 4 à 8 policiers), 296 civiles et 124 policiers sont blessés, 1725 personnes sont arrêtées, 21 à 61 églises et 30 couvents sont incendiés.

### Un simulacre de procès
L'évêque de Barcelone, au nom de tous les prélats de Catalogne, proteste auprès de Madrid contre les événements de juillet et contre ceux qu'il déclare responsables, c'est-à-dire « les partisans de l'École sans dieu, de la presse sectaire et des cercles anarchistes, qu'il faut supprimer »[réf. souhaitée].
Le 31 août, accusé d'être l'instigateur de la Semaine tragique, Francisco Ferrer est arrêté, mis au secret et longuement interrogé. Il est incarcéré à la prison Model de Barcelone.
Il n'existe pas de preuve concordant ces allégations, Ferrer était bien présent à Barcelone pendant la Semaine tragique mais avait été écarté du mouvement par les leaders de ce dernier car il était considéré comme une figure politique polarisante. Il se rabattit alors sur des villes proche de Barcelone, quelques incidents mineurs y ont eu lieu, mais rien n'indique que Ferrer en soit responsable.
Le gouvernement veut aller vite et organiser son procès avant la convocation des Cortès, le 15 octobre. L'instruction est donc expédiée. Le 3 octobre, Francisco Ferrer doit désigner un avocat sur une liste de huit officiers[réf. souhaitée], ne peut pas appeler de témoins à la barre et son défenseur ne peut examiner les 600 pages du dossier qu'à la veille du procès[réf. souhaitée].
Le 9 octobre, Francisco Ferrer comparaît devant un tribunal militaire, plus en spectateur qu'en acteur. Il est rarement interrogé à l'audience et tout aussi peu autorisé à prendre la parole. Bien que la lecture des dépositions à charge mette en évidence de nombreuses contradictions, ses juges refusent l'audition des témoins. Son défenseur, un capitaine, déclare : « Je me trouve en face d'un procès terminé sans que l'instruction, en quête seulement de charges, et ayant eu recours dans ce but à des ennemis politiques de Ferrer qui, par tous les moyens, ont essayé de salir mon client, ait un seul moment recherché la vérité. »[réf. souhaitée].
La sentence est tenue secrète jusqu'au moment où le condamné doit, suivant la règle, « entrer en chapelle » pour se préparer pour l'éternité. Il refuse et écrit son testament durant sa dernière nuit[réf. souhaitée].

### Exécution sommaire
(août 2025).
Le 11 octobre, à 3 heures du matin, Francisco Ferrer est transféré au château de Montjuïc et le 12 octobre, à 8 heures, malgré l'absence de preuves, sa condamnation à mort lui est notifiée.
Au matin du 13 octobre 1909, à 9 heures, entouré des gardes, Francisco Ferrer marche vers son exécution. Malgré ses protestations, l'aumônier de Montjuïc le suit pas à pas, il refuse encore le curé. Il arrive à la poterne qui donne sur le fossé Santa-Eulàlia.
Il demande à être fusillé debout, face au peloton, sans bandeau sur les yeux. Les officiers exigent qu'on lui  mette un bandeau.
Avant que ne claque la fusillade, Francisco Ferrer, d'une voix forte, lance aux soldats du peloton : « Mes enfants, vous n'y pouvez rien, visez bien. Je suis innocent. Vive l'École Moderne. »
Il est enterré au cimetière de Montjuïc, à Barcelone.
La nouvelle de son exécution provoque une explosion de colère dans le monde entier. Le jour même, toutes les capitales sont secouées par de violentes manifestations. Paris connut l'une de ses plus chaudes soirées. Surpris par l'ampleur de la réprobation, le gouvernement espagnol démissionne une semaine plus tard.
Son procès est révisé en 1911, et la condamnation reconnue « erronée » en 1912.

### Réactions internationales

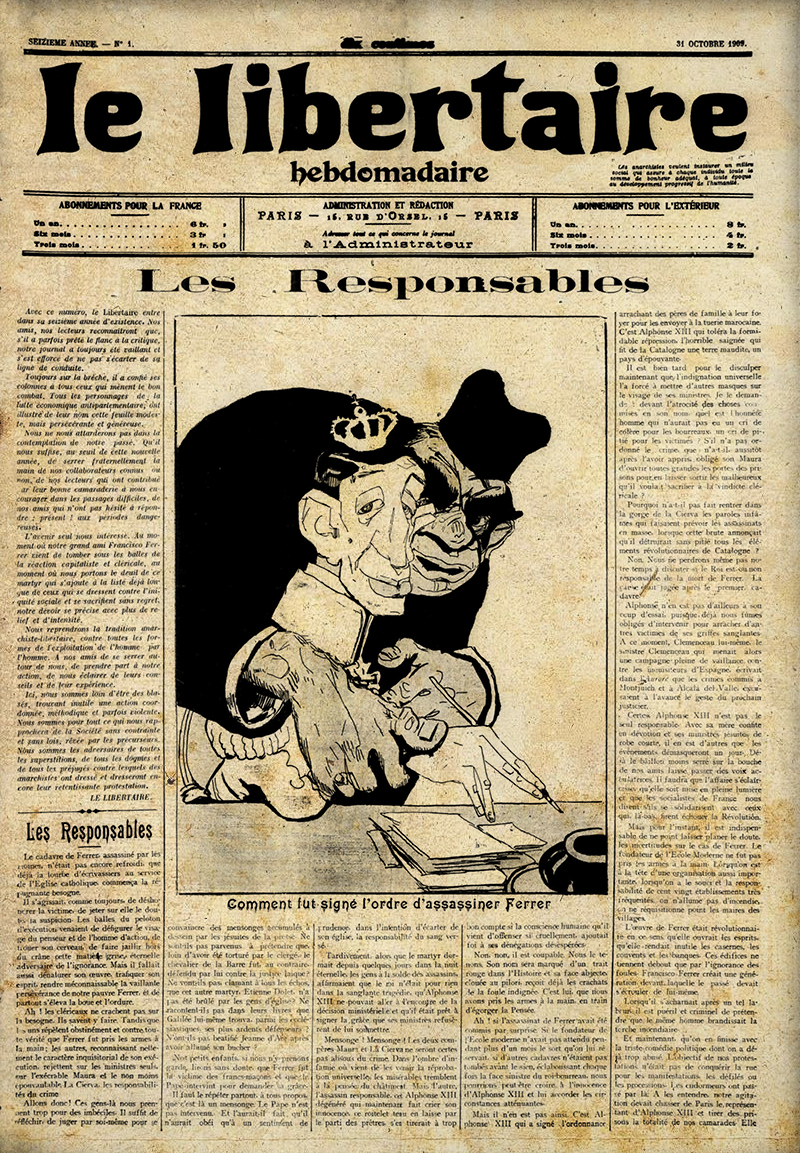
Le Libertaire du 31 octobre 1909. Le falot monarque Alphonse XIII et l’Église catholique qui lui tient la main pour signer l’arrêt de mort de Francisco Ferrer.

Dans son testament dicté quelques heures avant son exécution, Francisco Ferrer écrivait à l'intention de ceux qui l'aimaient : « [...] le temps qu'on emploie à s'occuper des morts serait mieux employé à améliorer la condition où se trouvent les vivants [...] ».
Depuis des mois, en France, d'Anatole France à Henri Rochefort, de Séverine à Maurice Maeterlinck, c'était le même cri d'angoisse et quand l'irréparable est accompli, Camille Pelletan, un solide radical, écrit : « Chez nous un procès Francisco Ferrer paraît impossible. On n'oserait pas aller si loin. Croyez-vous que ce soit la bonne volonté qui manque ? En Espagne on fusille l'école laïque. En France il faut se contenter de lui déclarer la guerre à grand bruit. Cela vaut mieux, mais c'est la même haine qui dirige les deux attaques ».
Son exécution provoque de nombreuses manifestations dans le monde.
- En France, le 13 octobre, lorsque Francisco Ferrer est exécuté, une manifestation spontanée rassemble à Paris, plusieurs dizaines de milliers de personnes qui investissent l’ambassade d’Espagne. Le préfet Lépine, chargé du maintien de l'ordre envoie la cavalerie. De violents incidents éclatent : certains manifestants sont armés, un policier est tué. La « deuxième manifestation Ferrer », le 17 octobre 1909, instaure une pratique qui se développera par la suite : l'encadrement conjoint de la manifestation par les organisateurs et les forces de l'ordre [15].
- Dans le bassin minier de Charleroi, en Belgique, on hisse des drapeaux noirs sur les maisons du peuple[16].
- En Argentine, un meeting improvisé par la Fédération ouvrière régionale argentine, réunit 20 000 ouvriers qui appellent à la grève générale, elle sera effective le lendemain et durera jusqu'au 17 octobre[16].
- Lisbonne met en berne le drapeau de son Hôtel de Ville ; l'ambassade d'Espagne est prise d'assaut par des manifestants.
- Milan avec son conseil municipal monarchiste prend le deuil.
- à Rome, l'armée protège le Vatican contre les manifestants[16].
- La Corda Fratres, Fédération internationale des étudiants, ni politique, ni religieuse, appelle les étudiants du monde entier à manifester leur indignation[17].
- En Uruguay, un meeting de la Fédération ouvrière régionale uruguayenne réunit 10 000 personnes sur la place de la Liberté de Montevideo, suivi d'un meeting du Centre International d'Études Socialistes, la grève générale est décrétée à partir du 13 octobre, de nombreuses manifestations et meetings ont lieu jusqu'au 18 à travers le pays et des affrontements ont lieu avec la police qui défend l'ambassade espagnole à Montevideo[18].
- De l'Université de Saint-Pétersbourg à Londres, de Rome à Berlin, c'est une protestation massive qui contraint 50 consuls d'Espagne à démissionner de leurs postes à l'étranger.

## Philosophie et opinions

### Critiques
Les commémorations du martyre de Ferrer ont éclipsées les débats sur le bien fondé de la méthode Ferrer parmi les libertaires. Certaines personnalités comme Clémence Jacquinet, la première directrice de l'Ecole moderne, critiquent la pédagogie utilisées dans l'école qu'ils jugent partisane. Selon eux, la solution serait une pédagogie neutre, qui se base uniquement sur les faits prouvés par la science. Le fait qu'une pédagogie scientifique aboutisse à l'adoption de la doctrine libertaire est un postulat professé par beaucoup d'anarchistes.
La majeure partie du mouvement libertaire de l'époque défend cependant les idées de Ferrer.

## Œuvres

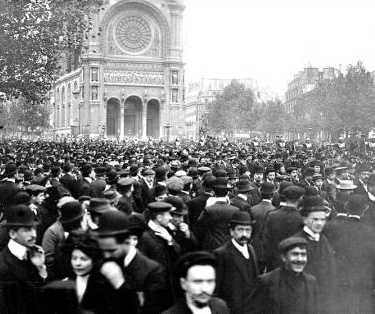
Manifestation à Paris contre l'exécution de Francisco Ferrer.

- Francisco Ferrer, Principles of scientific morality, 1907[19].
- Francisco Ferrer, The Origin and Ideals of the Modern School, 1913[20].
- La grève générale, série d'articles écrits entre 1901 et 1903 et parus dans le journal La Huelga General. Ils furent publiés en langue française dans le journal Le Réveil socialiste-anarchiste en 1911[8].
- Francisco Ferrer anarchiste, articles rédigés par Ferrer et Lorenzo, Brochure Mensuelle no 142, Paris, 1934[21].
- Au moins cinq livres contenant une partie ou l'intégralité du texte La Escuela Moderna qu'il écrivit pendant l'été 1908 sans le publier[a 15] :
  - (es) Francisco Ferrer et Joseph McCabe, La Escuela Moderna : póstuma explicación y alcance de la enseñanza racionalista, Tusquets, 1976, 266 p. (ISBN 8472237133)[22].
  - (es) Francisco Ferre et Joseph McCabe, La Escuela Moderna, Ediciones Jucar, 1976, 180 p. (ISBN 8433455028)[23].
  - (es) Francisco Ferrer et Joseph McCabe, La Escuela Moderna, Zero, Distribuidor exclusivo ZYX, 1977, 191 p. (ISBN 8431703555)[24].
  - Francisco Ferrer, Marie-Jo Sanchez Benito et Anne Morelli, L'école moderne explication posthume et finalité de l'enseignement rationnel, Éditions Couleur livres, 2009, 117 p.[25].
  - (en) Mark Bray, Robert Haworth et Francisco Ferrer, Anarchist education and the modern school, PM Press, 2019, 353 p. (ISBN 978-1-62963-509-5)[26].

## Postérité

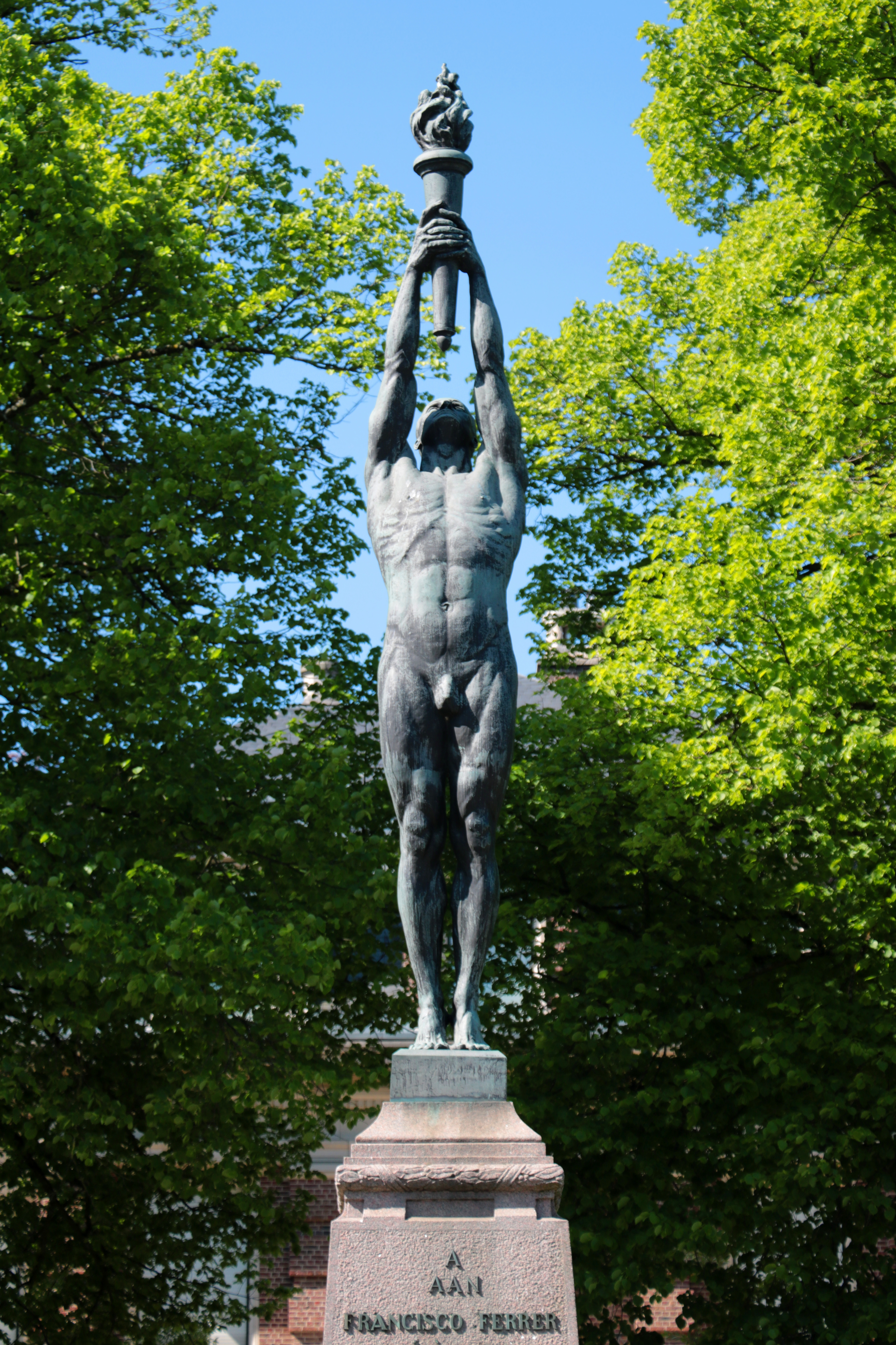
Le Monument Francisco Ferrer du sculpteur Auguste Puttemans à Bruxelles.

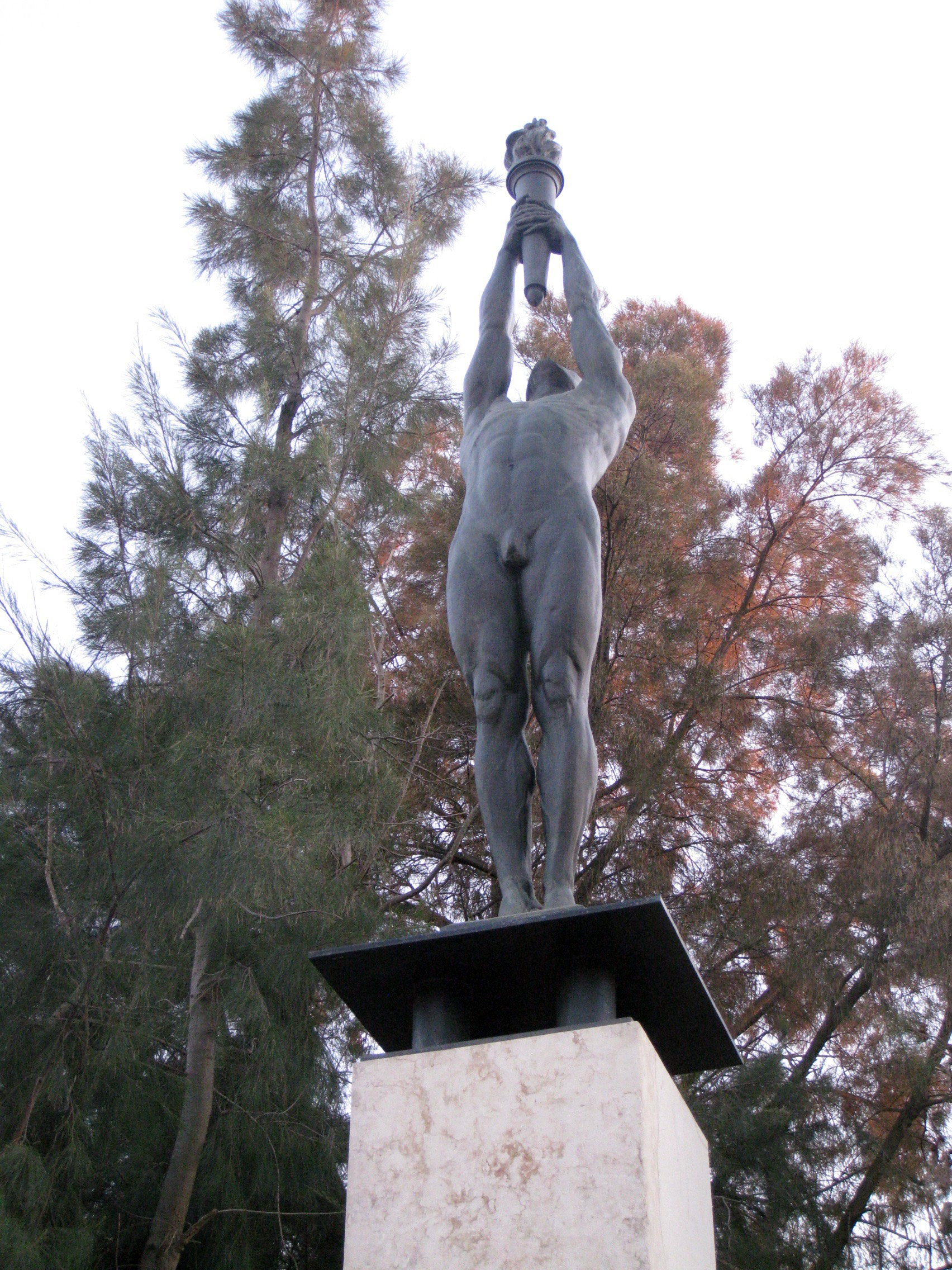
La statue du sculpteur Auguste Puttemans à Barcelone.

### Escuela moderna
- Le 1er novembre 1910, à Lausanne (Suisse) ouverture par le pédiatre libertaire Jean Wintsch et l'instituteur révoqué Émile Durand de l'École Ferrer, école rationaliste directement inspirée de l'Escuela moderna de Francisco Ferrer créée à Barcelone en 1901. La Société de l'École Ferrer, permet dès son inauguration d'accueillir une trentaine d'élèves garçons et filles, et est soutenue par une quinzaine de syndicats ainsi que par des dons personnels (notamment de réfugiés russes). Elle a le soutien de la presse libertaire et particulièrement du Réveil. En 1911, Paul Robin léguera à l'école une grande partie du matériel pédagogique employé à l'Orphelinat de Cempuis.
- Le 13 mai 1912, ouverture de l'Escola Moderna Núm. 1 à São Paulo (Brésil)[27].
- En 1936, pendant la révolution sociale en Catalogne, Joan Puig i Elias, le président du Conseil de l'École Nouvelle Unifiée (Consejo de la Escuela Nueva Unificada) s'inspire de l'œuvre de Francisco Ferrer.

### Écoles qui portent le nom de Ferrer
- Valence : Instituto de Educación Secundaria Francesc Ferrer i Guàrdia.
- Bruxelles : Haute École Francisco Ferrer[28].
- La promotion 2009 du Département de Science politique de l'Université libre de Bruxelles a été nommée Francisco Ferrer pour le centenaire de son exécution.

### Culture populaire
- Pendant la Guerre d'Espagne, le théâtre Borràs de Barcelone prend le nom de Ferrer, pour former avec le Aribau Club (construit par les syndicalistes libertaires et inauguré sous le nom de Durruti) et le désormais disparu cinéma Vergara (qui a été créé sous le nom de Ascaso), ce que l'on appelle la "trilogie des martyrs de la cause anarchiste", comme l'indique la stèle du cimetière de Montjuïc.

### Espace urbain

#### La sculpture d'Auguste Puttemans à Bruxelles puis à Barcelone
- Une statue est érigée, en hommage, sur le terre-plein central faisant face au rectorat de l'Université libre de Bruxelles. La sculpture en bronze conçue par Auguste Puttemans représente un homme dressé, nu, tenant un flambeau à bout de bras. Le socle massif en pierre bleue et granit rose, dessiné par l'architecte Adolphe Puissant, intègre une inscription en bronze, au caractère politique affirmé : à l'origine, « À Francisco Ferrer fusillé à Montjuich le 13 octobre 1909 Martyr de la liberté de conscience ». Érigée le 5 novembre 1911 place du Samedi, au centre-ville, elle susicte une grande polémique quant à sa symbolique. La sculpture est retirée par l'occupant allemand lors de la Première Guerre mondiale. Le 24 septembre 1919, le Conseil général de la Libre Pensée de Belgique organise un rassemblement pour exiger la remise en place du monument. Il est réédifiée place Sainte-Catherine, après modification des inscriptions originelles (suppression de la mention : « Martyr de La liberté de conscience » celle-ci ayant été effacée par les Allemands), puis déplacée au quai à la Chaux, avant d'être installée, en 1984, à son emplacement actuel avec son inscription d'origine[29].
- En 1990, sur la montagne de Montjuïc ont été placés un monolithe et une statue de Auguste Puttemans (pareille à celle de Bruxelles) en signe de reconnaissance publique de la ville de Barcelone à Francisco Ferrer : « Barcelone répare avec ce monument de nombreuses années d'oubli et d'ignorance d'un homme, mort pour défendre la justice sociale, la fraternité et la tolérance. Mairie de Barcelone. La Fondation Ferrer i Guardia. 13 octobre 1990 ».
- Il existe nombre de lieux urbains qui portent son nom, ainsi, un quartier Francisco-Ferrer et une rue Francisco-Ferrer à Rennes, une Rue Francisco-Ferrer à Nantes, à Issy-les-Moulineaux , à Montreuil, à Bagnolet, à Aulnay-sous-Bois, à Roost-Warendin comme dans des centaines d'autres villes. En Belgique, il y a plus de soixante-dix rues et places Ferrer dans les anciens bassins industriels wallons, notamment dans le Borinage[30].
- Le Conseil de Paris a voté en 2010 l'apposition d'une plaque commémorative au 26, rue Richer, dans le 9e arrondissement, devant l'immeuble où il vécut en exil[31].

#### Essais
- (en) Emma Goldman, Anarchism and Other Essays, Mother Earth Publication, 1910, 277 p. (ISBN 9791029917820), Francisco Ferrer and The Modern School.
- Comité de l’œuvre Francisco Ferrer, Les Actes officiels du procès Ferrer, préface de Lucien Anspach, Bibliothèque de propagande, Bruxelles, 1910.
- (en) Renato Rugieres, G. Normandy, E. Lesueur, William Heaford, Hippolyte Havel, Helen Tufts Bailie, Leonard Abbott et Emma Goldman, Francisco Ferrer, his life, work and martyrdom, Francisco Ferrer association, 1910, 96 p. (lire en ligne).
- (en) William Archer, The Life, Trial, and Death of Francisco Ferrer, New York : Moffat, 1911, 392 p. (lire en ligne).
- Essais écrits par la fille de Francisco Ferrer, Sol Ferrer :
  - Le véritable Francisco Ferrer : l'Homme, l'éducateur, le militant, le martyr, Éditeur Deux Sirènes, Paris, 1948. (SUDOC 01020623X).
  - Révélations sur la vie de Francisco Ferrer Guardia : Son œuvre / L'enfant et la femme dans la société, Foyer Philosophique, Paris, 1950.
  - Ivan Bounine et l'exil : question complémentaire de "La Pensée politique et sociale de Francisco Ferrer Guardia", thèse de doctorat, Université de Paris (1896-1968), Faculté des lettres, 1959. (SUDOC 093965966).
  - Francisco Ferrer devant les événements français de 1870-1909 : question complémentaire de la pensée politique et sociale de Francisco Ferrer Guardia, 1959. (SUDOC 093501412).
  - La Vie et l'œuvre de Francisco Ferrer, Fischbacher, Paris, 1962. (SUDOC 020729715).
- Essais écrits par Hem Day :
  - Hem Day, Francisco Ferrer, 10 janvier 1859 - 13 octobre 1909: un précurseur, Pensée et action, 1959, 111 p..
  - Hem Day, Francisco Ferrer, l'homme, la escula moderne, ses idées, son idéal, Pensée et action, 1959, 36 p..
  - Essai de bibliographie sur l'œuvre de Francisco Ferrer, Éditions Pensée et action, 1960. Notice sur data.bnf.fr.
- Sylvain Wagnon, Francisco Ferrer : pour une morale rationaliste, fraternelle et laïque, Atelier de création libertaire, mars 2018, 96 p. (ISBN 978-2-35104-109-3, présentation en ligne).
- Sylvain Wagnon, Francisco Ferrer, une éducation libertaire en héritage, Atelier de création libertaire, janvier 2013, 288 p. (ISBN 978-2-35104-059-1, présentation en ligne).
- Collectif, Francisco Ferrer, Cahiers de l'Institut d'histoire des pédagogies libertaires, Ivan Davy, 1984. Notice sur data.bnf.fr.
- Roland Lewin, « Sébastien Faure et « La Ruche » ou l'éducation libertaire », Histoire de l'éducation, no 53,‎ janvier 1992, p. 93-96 (lire en ligne).
- Collectif, L’affaire Ferrer : les expériences libertaires en France en matière d'éducation au début du siècle, Actes du colloque organisé à Castres le 14 octobre 1989, sous la direction de Madeleine Rebérioux, Centre national et musée Jean Jaurès, Castres, 1991.
- Léo Campion, Le Drapeau noir, l'Équerre et le Compas, Editions Alternative Libertaire, 1996.
- Ramon Safon, Le rationalisme combattant - Francisco Ferrer y Guardia, Éditions CNT-RP, xxe siècle, 64 p. (ISBN 2-9516163-0-9).
- Pol Defosse, Martine Goldberg, Jean-Michel Dufays et Etienne Mommaerts, Dictionnaire Historique De La Laïcité En Belgique, La Renaissance du livre, 2005 (ISBN 9782874155246, lire en ligne), p137.
- Jean Wintsch et Charles Heimberg, L'école Ferrer de Lausanne, Entremonde, coll. « La rupture », 15 mai 2009, 75 p. (ISBN 978-2-940426-01-0, présentation en ligne).
- Juanito Marcos, Violette Marcos, Annie Rieu, Francisco Ferrer i Guardia, 1859-1909, une pensée en action, Le Coquelicot, Toulouse, 2009, 109 pages.
- Jean Houssaye, Quinze pédagogues : Idées principales et textes choisis, Faber, 2012, 724 p. (ISBN 2849221910).
- Aristide Delannoy, Victor Méric, Francisco Ferrer, Les Hommes du jour, no 87, 18 septembre 1909, texte intégral.
- Groupe de propagande par la brochure, Francisco Ferrer anarchiste, La Brochure mensuelle, n°142, octobre 1934, Gallica.
- Hem Day, Portrait d'un Libertaire et anarchiste franc-maçon, discours prononcé à l'Université libre de Bruxelles, 1959, lire en ligne.
- Jean-François Füeg, Francisco Ferrer, conférence organisée par l'Internationale des résistant(e)s à la guerre, notice biographique.
- Anne Morelli, Comment commémorer  Francisco Ferrer ?, Le Principe du Libre Examen, UAE-France, 2009, lire en ligne.
- Christophe Bitaud, Francisco Ferrer, anarchiste, libre-penseur, pédagogue, franc-maçon, L’Anarcho-Syndicaliste n°144, Suisse, novembre 2009, lire en ligne.
- Fondation Francisco Ferrer Guardia.
- (en) Mark Bray, Robert Haworth et Francisco Ferrer, Anarchist education and the modern school, PM Press, 2019, 353 p. (ISBN 978-1-62963-509-5). .

#### Travaux universitaires
- Maurice Dommanget, Francisco Ferrer, Société Universitaire d'Éditions et de Librairie, Coll. Grands éducateurs socialistes, 1952. (Worldcat : notice)
- Jean-François Marchat, Francisco Ferrer, un solidariste libertaire en Éducation nouvelle, in Annick Ohayon, Dominique Ottavi, Antoine Savoye, L'Éducation nouvelle, histoire, présence et devenir, Éditions Peter Lang, Coll. Exploration, Bern, Berlin, Bruxelles, Frankfurt am Main, New York, Oxford, Wien, p. 67, 2007,  (ISBN 978-3-03911-483-2) (Bibliographie d'histoire de l'éducation française : notice). [lire en ligne (page consultée le 26 mai 2021)].
- Collectif, Francisco Ferrer, cent ans après son exécution. Les avatars d'une image, Actes du colloque organisé en octobre 2009 par le Centre interdisciplinaire d’étude des religions et de la laïcité et le Centre d’Histoire et de Sociologie des Gauches de l'Université libre de Bruxelles, La Pensée et les Hommes, nos 79-80, 274 pp., 2011. (CHSG ULB : notice).
  - Jeffrey Tyssens, Le monument Ferrer ou l’histoire d’une statue mal aimée. (Academedia.edu : texte intégral)
- Marie-Catherine Talvikki Chanfreau, Contre la violence du dénigrement : éloges artistico-littéraires des rationalistes italiens, belges et espagnols à la mémoire de Francesc Ferrer i Guàrdia, Cahiers du MIMMOC, Université de Poitiers, 2013, texte intégral.

#### Articles
- Grégory Chambat, Francisco Ferrer : une école pour la Sociale, N'Autre école, n°21, 2009, lire en ligne.
- Guillaume Davranche, « 1909 : L’Affaire Ferrer soulève les foules contre l’Église catholique », Alternative libertaire, juillet-août 2009, lire en ligne.

### Conférences
- Émile Chapelier, Pourquoi l'Église a tué Ferrer ?, Discours prononcé au meeting de la Libre Pensée des disciples de Berthelot à Seraing le 1er novembre 1909, Bruxelles, 1909.

### Vidéographie
- Mari Carmen Rodriguez, Frédéric Mole, Charles Heimberg, Francisco Ferrer et la pédagogie libertaire, lachaine.ch, voir en ligne.

### Iconographie
- Fédération internationale des centres d'études et de documentation libertaires : cartes postales.